# 12727 Cavendish
12727 Cavendish è un asteroide della fascia principale. Scoperto nel 1991, presenta un'orbita caratterizzata da un semiasse maggiore pari a 2,2721363 UA e da un'eccentricità di 0,0862922, inclinata di 5,90279° rispetto all'eclittica.
Il corpo è stato dedicato al fisico settecentesco Henry Cavendish